# Agrypon caliginosum
Agrypon caliginosum är en stekelart som först beskrevs av Tosquinet 1903.  Agrypon caliginosum ingår i släktet Agrypon och familjen brokparasitsteklar. Inga underarter finns listade i Catalogue of Life.